# Frank Klawonn
Frank Klawonn   (Schwedt, 22 de març de 1966) és un remer alemany, ja retirat, que va competir sota bandera de la República Democràtica Alemanya durant la dècada de 1980.
El 1988 va prendre part en els Jocs Olímpics d'Estiu de Seül, on va guanyar la medalla d'or en la prova del quatre amb timoner del programa de rem.
En el seu palmarès també destaquen dues medalles d'or al Campionat del món de rem, el 1986 i 1987, així com cinc campionats de l'Alemanya Oriental.